# Пфеффер, Фриц
Фри́дрих Пфе́ффер (нем. Friedrich Pfeffer; 30 апреля 1889 — 20 декабря 1944) — голландский дантист еврейского происхождения из Германии, который с 1942 по 1944 годы скрывался вместе с Анной Франк в оккупированном нацистской Германией Амстердаме. Благодаря дневнику Анны он стал одной из самых известных жертв нацизма. В дневнике Анны Пфеффер был выведен под псевдонимом Альберт Дюссель (нидерл. Albert Dussel).

## Ранняя жизнь
Фридрих Пфеффер (Фриц было сокращённым вариантом его имени) родился в Гиссене и был одним из пятерых детей Игнатца Пфеффера и Жаннет Хирш, которые жили на Марктплатц, 6. Семья жила над принадлежащим им магазином текстильных изделий и одежды. Получив школьное образование, Фриц выучился на дантиста и челюстного хирурга, и в 1911 году получил лицензию на практику, а спустя год открыл собственный кабинет в Берлине. В 1925 году умерла его мать Жанетт, а спустя три года в 1928 скончался его брат Юлиус.
В Первой мировой войне Фриц служил в немецкой армии. В 1921 он женился на Вере Бютинер (31 марта 1904 — 30 сентября 1942) (которая родилась в Познани, когда он принадлежал Германии). В этом браке у них родился сын Вернер Петер Пфеффер (3 апреля 1927 — 14 февраля 1995). В 1932 году пара развелась и при разводе право опеки над сыном досталось Фрицу, который один воспитывал его до ноября 1938, когда рост нацистских настроений в Германии вынудил его отослать Вернера к его брату Эрнсту в Англию.
После того, как Адольф Гитлер пришёл к власти в Германии и НСДАП победила на муниципальных выборах во Франкфурте в 1933 году, в Германии резко возрос антисемитизм и начали вводиться дискриминационные законы против еврейского населения, из-за чего большинство родственников Пфеффера покинуло страну. Брат Эмиль Пфеффер эмигрировал в Южную Африку в 1937 году, второй брат Эрнст уехал в Англию, третий брат Ханс сумел выбраться в США и поселился в Нью-Джерси. Отец Фрица Игнац после смерти жены вступил в повторный брак и остался в Германии, из-за чего и подвергся аресту. Их сестра Минна осталась с отцом в Германии.
В 1936 году он познакомился Шарлоттой Калеттой (1910—1985), уроженкой Ильменау в Тюрингии, которая, как и он, тоже имела за плечами уже один расторгнутый брак с Людвигом Лувенштайном, в котором у неё родился сын Густаф (и тот и другой не пережили войну). Они начали жить вместе, но не могли пожениться из-за принятых в 1935 году Нюрнбергских расовых законов, которые запрещали браки между евреями и неевреями.
Решение бежать из Берлина в Амстердам в декабре 1938 года пара приняла после Хрустальной ночи. В амстердамском районе Ривенбюрт Фриц открыл зубоврачебную практику и здесь состоялось его знакомство с семьями Франк и ван Пельс, к которым он стал ходить в гости. В один из таких визитов с ним познакомилась Мип Гиз, которая после этого стала его пациенткой. После вторжения нацистских войск в Голландию Фриц и Шарлотта вынуждены были жить раздельно, потому что последовавшие в Голландии антисемитские законы запрещали совместное проживание с евреями.

## Убежище, арест и смерть
Осенью 1942 года, когда Франки и ван Пельс уже скрылись в здании на набережной Принсенграхт 263, где располагалась фирма «Опекта», принадлежащая Отто Франку, он решил спрятаться и расспросил у Мип Гиз о подходящих адресах. Она проконсультировалась с Отто Франком и обитатели Убежища, несмотря на то, что их было семь человек, согласились принять Пфеффера, и он присоединился к ним 16 ноября. Его медицинское образование очень там пригодилось, поскольку они должны были сидеть безвылазно и не могли обратиться к докторам в случае надобности.
В Убежище Пфеффера поселили в одной комнате с Анной Франк, где он занял кровать, на которой до этого спала её сестра Марго (Марго переселилась в спальню родителей). Как можно судить по дневнику Анны, из всех обитателей Убежища самые тяжёлые отношения у неё были именно с Пфеффером, хотя в самых первых записях с его участием она отзывается о нём довольно положительно. Во многих источниках высказывается мнение, что корень причин их неприязни друг к другу в первую очередь состоял в том, что Анна находилась в состоянии половой зрелости, а Пфеффер был мужчиной средних лет. Ситуацию усугубляло как волнение от осознания того, что они беглые нелегалы, так и возрастная разница. Пфеффер считал ведение дневника Анны совершенно незначительным занятием и баловством по сравнению с его собственными исследованиями, что тоже приводило к раздору, потому что им приходилось делить единственный в их комнате стол. Его соблюдение ортодоксального иудаизма столкнулось с её либеральными взглядами, из-за чего её юношеская энергичность и капризность раздражали его, в то время как его педантизм и жёсткость расстраивали её. Это привело к тому, что в дневнике он был изображён в весьма смехотворной манере, из-за чего его сын Вернер и супруга Шарлотта ополчились на дневник Анны сразу после того, как он был издан.
Перед тем, как уйти в Убежище, Пфеффер оставил прощальное письмо Шарлотте, но даже в Убежище они через Мип Гиз еженедельно обменивались письмами — согласно дневнику Анны Шарлотта умудрялась одновременно с письмами передавать ему и посылки с едой, которой Пфеффер, однако, предпочитал не делиться с остальными. В Убежище Пфеффер изучал испанский, так как после войны хотел вместе с Шарлоттой эмигрировать в Южную Америку. В письмах он никогда не раскрывал ей его местоположение, и Мип тоже никогда не говорила Шарлотте об Убежище, но 4 августа 1944 года Пфеффер и семь других обитателей Убежища были анонимно преданы неизвестным доносчиком и арестованы. Все восемь человек четыре дня содержались в тюрьме на улице Ветерингсханс, а затем были помещены в транзитный концентрационный лагерь Вестерборк, где Пфеффер вместе с остальными был помещён в «штрафное отделение» и направлен на самые тяжёлые работы. 3 сентября он вместе с ними был депортирован оттуда в Освенцим. Этот 93-й состав, в котором было 1019 человек, стал последним эшелоном, увозившим голландских евреев в лагерь смерти, — после него депортация евреев из Вестерборка в Освенцим прекратилась. К тому же обитатели убежища имели несчастье попасть в Освенцим во второй половине 1944 года, когда уничтожение евреев в немецких концлагерях набрало обороты.
По прибытии 6 сентября Пфеффер вместе с Отто Франком и Германом и Питером ван Пельсами был отделён от Анны, Марго, Эдит и Августы. 29 октября в мужской барак, где они находились, нагрянула очередная селекционная комиссия и Пфеффер, отделившись от компании, в составе 59 других заключённых был депортирован в Заксенхаузен, а оттуда переправлен в Нойенгамме, где, согласно лагерным отчётам, скончался в больничном бараке 20 декабря 1944 года от энтероколита в возрасте 55 лет.
Его сестра Минна так же умерла в нацистском заключении. Бывшая жена Пфеффера Вера Бютинер убежала в Голландию, но была арестована там в 1942 году и 30 сентября того же года умерла в Освенциме.

## Посмертная репутация

Фриц Пфеффер и Шарлотта Калетта в Нордвейке, лето 1939 г.

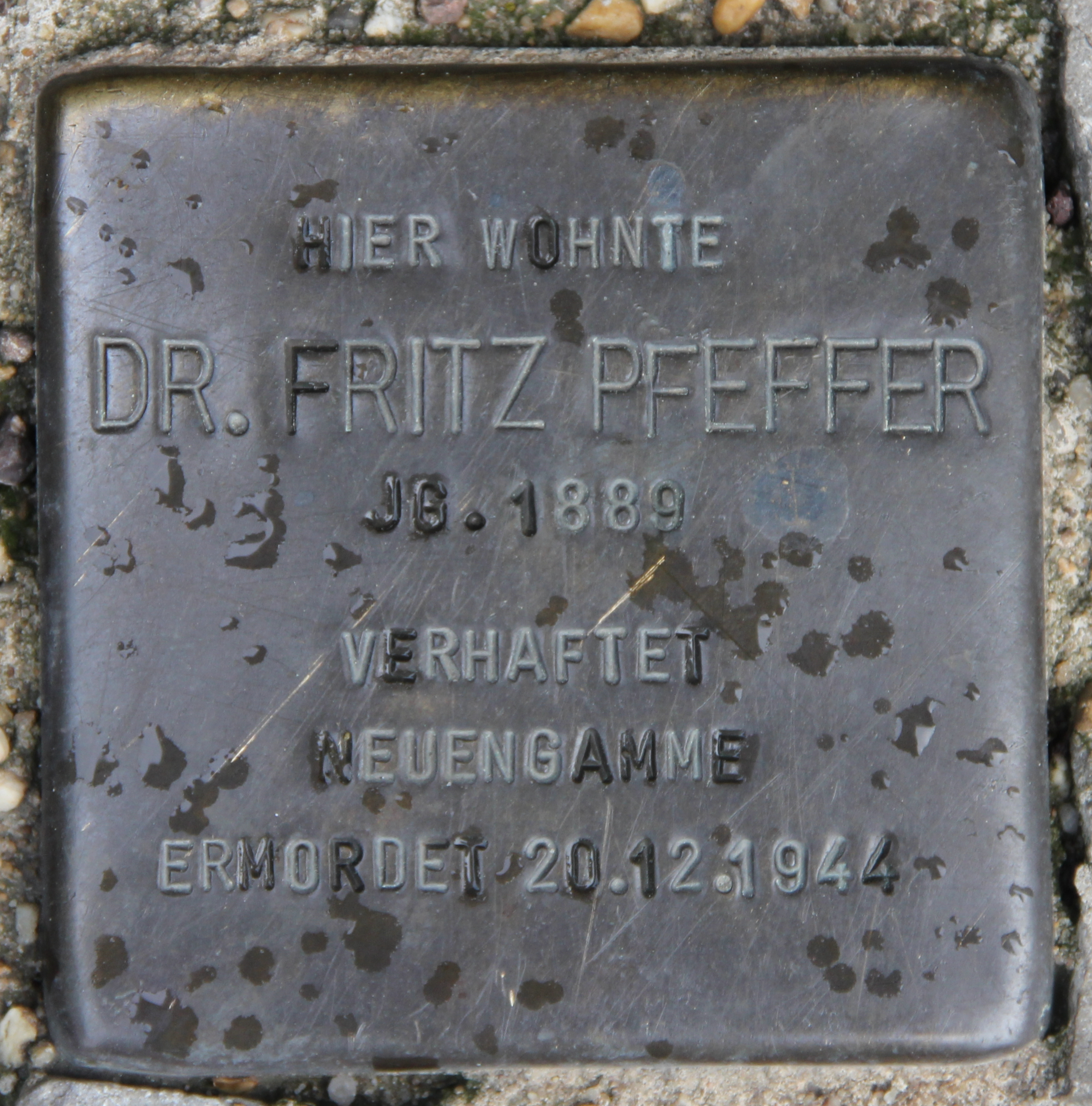
Камень преткновения рядом с домом Пфеффера в Берлине

Шарлотта Калетта узнала об аресте Пфеффера сразу на следующий день 5 августа 1944 года от Яна Гиза. 9 апреля 1953 года она, при содействии Отто Франка, посмертно вышла замуж за Пфеффера (причём свидетельство о браке имело эффект обратной силы от 31 мая 1937 года). Она вела себя отчуждённо с его сыном Вернером, однако они всё же объединились после публикации дневника Анны в 1947 году, став ярыми защитниками Пфеффера. Оба считали, что тот образ Пфеффера, что описала Анна, не имел ничего общего с тем Пфеффером, которого они знали. Особую критику у них вызвала данная Анной его псевдофамилия Дюссель, которая в немецком языке означает «болван» или «дурак» (что, возможно, было вызвано её вышеупомянутой неприязнью к нему). Отто Франк пытался успокоить их, напоминая, что Анна была в переходном возрасте, и что другим обитателям Убежища она тоже дала незавидные портреты. Калетта пришла в ярость, когда в 1955 году Фрэнсис Гудрич и Альберт Хэкетт написали пьесу «Дневник Анны Франк» (за которую получили Пулитцеровскую премию) и в 1959 году в Голливуде по пьесе был снят одноимённый фильм. Причиной ярости было то, что в ней Альберт Дюссель (все герои пьесы носили те псевдонимы, что дала им Анна) изображался совершенно не знающим еврейских традиций. Калетта связалась с парой и потребовала изменить характер этого персонажа, который, по её мнению, был совершенно далёк от Пфеффера (который, по её словам, прекрасно знал иврит и был верующим). Пара ответила отказом, утверждая, что сюжет пьесы не был отражением реальных событий, и что для того, чтобы нееврейские зрители поняли еврейские традиции, в действии обязательно должен был быть задействован персонаж, который о них тоже не знает.
Окончательно рассердившись, Шарлотта Калетта полностью оборвала связь с Отто и Мип Гиз, а когда спустя десятилетия после войны популярность Анны Франк возросла, то она полностью отказывалась от каких-либо интервью и воспоминаний о Пфеффере. Вернер Пфеффер в 1946 году перебрался в Соединённые Штаты и изменил своё имя на Питер Пеппер. В отличие от Шарлотты он контактировал с Отто Франком, а незадолго до своей смерти от рака в 1995 году встретился с Мип Гиз и поблагодарил её за попытку спасения его отца.
Шарлотта Калетта умерла в 1985 году. После её смерти на амстердамском блошином рынке вместе с частью её имущества были выкуплены её переписка с Пфеффером и его фотографии. 12 сентября 2007 года в Берлине в асфальте рядом с домом Пфеффера 20b на Литценбургерштрассе был установлен камень преткновения.